# Щербаки (Омская область)
Щербаки — село в Саргатском районе Омской области России. Административный центр Щербакинского сельского поселения.

## География
Находится у озера Сатыкуль

## История
В 1928 г. деревня Щербакова состояла из 66 хозяйств. Центр Щербаковского сельсовета Саргатского района Омского округа Сибирского края.

## Население
| 1926 | 2010 |
| ---- | ---- |
| 323  | ↗752 |

### Гендерный состав
По данным Всероссийской переписи населения 2010 года в гендерной структуре населения из 752 человек мужчин — 363, женщин — 389 (48,3 и 51,7 % соответственно).

### Национальный состав
В 1928 г. основное население — русские.
Согласно результатам переписи 2002 года, в национальной структуре населения русские составляли 85 % от общей численности населения в 902 чел..

## Инфраструктура
Личное подсобное хозяйство.
Основа экономики — сельское хозяйство.

## Транспорт
Село доступно автотранспортом. Проходит автодорога регионального значения «Колосовка — Саргатское» (идентификационный номер 52 ОП РЗ К-9)